# Военно-воздушные силы Южного Судана

Военно-Воздушные силы Южного Судана (англ. South Sudan Air Force) — вид вооружённых сил Южного Судана.

## История

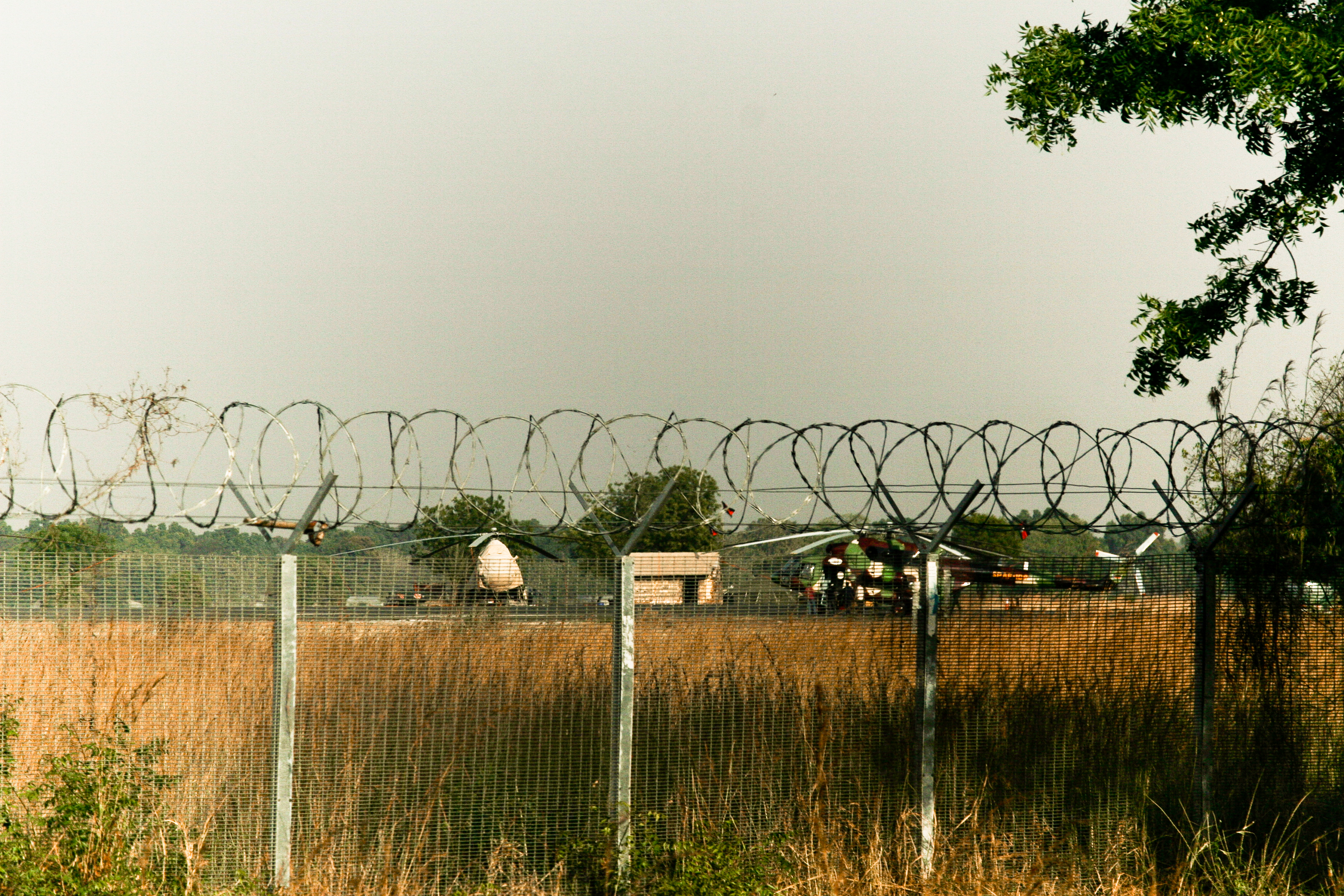
Два Ми-17 НАОС в аэропорте Джубы в январе 2011

Военно-Воздушные силы были официально созданы 24 июня 2008 года Законодательной ассамблей Южного Судана, хотя в это время у Южного Судана не было ни самолётов, ни вертолётов. ВВС США объявили в июле 2009 года, что Судан примет участие в их партнёрской программе по обучению персонала. В мае 2010 года генерал-майор Народной армии освобождения Судана Куол Дим Куол заявил: «В НАОС сформировано ядро будущих ВВС и ВМФ. Наши лётчики и инженеры прошли обучение, другие регионы последуют нашему примеру». 12 августа 2010 года ВВС Южного Судана получили 4 вертолёта Ми-17 из заказанных 10.

## Современное состояние
Jane's Defence Weekly писал в сентябре 2010 года, что «Bloomberg News сообщило ранее, что воздушный флот состоял из девяти транспортных вертолетов Ми-17В-5 и одного Ми-172 VIP, приобретенных за 75 млн долларов США на российском Казанском вертолетном заводе по контракту от мая 2007 года, поставки планировалось начать в марте 2010 года».
| Наименование    | Производство | Тип                                             | Количество | Примечания |
| --------------- | ------------ | ----------------------------------------------- | ---------- | ---------- |
| Beechcraft 1900 | США          | пассажирский самолёт                            | 1          |            |
| Ми-17В-5 Ми-172 | Россия       | многоцелевой вертолёт Административный вертолёт | 9 1        |            |

Первые 2 вертолёта Ми-17В-5 были доставлены в Южный Судан 11 января 2011 года самолётом Ан-124. По данным мартовского выпуска Air Forces Monthly, на вертолеты нанесен военный камуфляж и серийные номера SPAF-101 и SPAF-102. Reuters цитирует представителя армии Южного Судана, который официально не назвал поставщика вертолётов, но сообщил, что применяться они будут в первую очередь против действующих с территории Уганды повстанцев из Господней армии сопротивления.
По непроверенным данным ряда американских СМИ Израиль собирался помочь Южному Судану в приобретении ударных вертолётов.